# Kitty Pryde (rapera)
Kathryn Beckwith (25 de febrero de 1993), más conocida por su nombre artístico Kitty (formalmente estilizado como ♡kitty♡, y anteriormente Kitty Pryde), es una artista cantante de hip hop estadounidense. Mientras se desempeñaba como miembro de Jokers in trousers, un grupo de hip hop comedia, recibió el reconocimiento del rapero Riff Raff. Junto a este colaboró en un single, «Orion's Belt», en junio de 2012, que se convirtió en un éxito viral con más de un millón de visitas.
Ella era una empleada de Claire's en Daytona Beach. Comenzó la universidad cuando tenía 16 años y asistió a la Universidad de Florida Central. En el verano de 2012, colaboró en un solo con Riff Raff.
La canción de Kitty «Okay Cupid» ocupó el puesto número 17 en la lista de la revista Rolling Stone de las 50 mejores canciones de 2012.